# Jean-Paul Gisserot
Jean-Paul Gisserot est un auteur (sous les pseudonymes de Jean-Paul Benoît ou Benoit et de Michel Goissert) et éditeur français. Il a créé trois maisons d’éditions ainsi que le festival du Livre de Paris.

## Biographie
Jean-Paul Gisserot est né le 28 août 1938 à Brest, dans le Finistère, dans une famille où l'on cultivait de fortes traditions maritimes. Il a étudié successivement au collège Stanislas de Paris, aux lycées de Lorient et de Brest, et à l'École nationale supérieure d'ingénieurs de constructions aéronautiques (ENSICA), d'où il sort ingénieur. Il est successivement directeur de la collection Jeunesse aux Éditions Spes (1963—1967), publicitaire à l’agence de publicité Yves Alexandre (1963—1965) et directeur commercial des Éditions Alsatia (1968—1974),.

### Directeur de collection
Après avoir écrit, à partir de 1958, quelques romans ou nouvelles chez Spes et dans plusieurs périodiques (Bayard, Cœurs vaillants, Fripounet et Marisette, Lisette, Line, Francs-Jeux,), Jean-Paul Gisserot est chargé  en 1963 de la collection jeunesse, consacrée aux  garçons, des éditions Spes dont l'intitulé  est « Jambo-club ». Il crée alors le personnage de Rona sous le pseudonyme de Michel Goissert (anagramme de son patronyme). Cinq des douze titres parus sont signés (ou cosignés) Goissert, dont il confie la rédaction, au moins en partie, à des collaborateurs, tels Jacques Van Herp ou Jean-François Bazin. Cette collection n'a qu'une brève existence et cesse ses publications en 1964. Cependant Le passager de la nuit, publié en 1963, s'avère être « un best-seller dans sa catégorie: trente-huit mille exemplaires .» avec sa réédition dans la collection « Safari-Signe de Piste ».

### Éditions Ouest-France
En 1975, dans le cadre de la diversification de ses activités, le quotidien régional Ouest-France crée un département éditions de livres, dont la responsabilité est confiée à Jean-Paul Gisserot. C'est ainsi qu'il fonde les Éditions Ouest-France pour le groupe de presse rennais homonyme.  
Au terme de quelques mois de fonctionnement, les premiers ouvrages publiés par ce nouveau groupe éditorial comprenait essentiellement de livres à caractère pratique ou touristique, en particulier un guide de Bretagne abondamment illustré et réalisé sous la direction de Michel Renouard. En 1982, ses best-sellers sont une monographie du Mont Saint-Michel (trois cent mille exemplaires en cinq langues vendus en 1982) par Lucien Bély et un ouvrage sur les champignons (plus de cinquante mille exemplaires). Il possède dix-neuf collections qui vont des guides et des ouvrages de nature aux études historiques. Il lance une Histoire de la Bretagne en dix volumes. Six cents auteurs, dont la moitié sont des universitaires, collaborent aux Éditions Ouest-France. Il est aussi à l'origine des albums de Pierre Joubert parus chez Ouest-France.

### Salon du livre de Paris
En 1980, de nombreuses maisons d’édition subissent une crise des ventes qui les obligent à diminuer progressivement leur production. Dès lors, pour remédier à ce manque d'intérêt des lecteurs et tenter de dynamiser à nouveau les ventes, le Syndicat national de l'édition (SNE) décide de lancer un grand salon du livre dans Paris dès l’année suivante, afin que les parisiens se déplacent en masse pour venir découvrir et acheter de nouveaux livres,. C’est ainsi que le Salon du livre de Paris est créé par Jean-Paul Gisserot (du SNE) et Frédéric Ditis (fondateur de J'ai lu). 
Le 15 septembre 1980, Jean-Paul Gisserot annonce la création du Salon du Livre, avec l’objectif de « présenter l'ensemble des fonds des éditeurs » et d'ouvrir « la plus grande librairie du monde » pendant quelques jours. Le salon se tient pour la première fois du 23 au 27 mai 1981 sous la coupole du Grand Palais. Une remise de 20 % est offerte aux visiteurs qui y achètent un livre pendant le salon. Cette pratique sera interdite dès l'année suivante par la loi relative au prix du livre portée par Jack Lang,.

### Éditions Sud-Ouest
En 1988, il fonde les Éditions Sud-Ouest pour le groupe de presse bordelais du même nom. Il y développe notamment des livres scolaires et parascolaires. Il dirigera cette maison jusqu’en 2000.

### Éditions Jean-Paul Gisserot
En 1988 également, il fonde la SA Éditions Jean-Paul Gisserot.

## Publications
Œuvres signées Jean-Paul Benoît (ou Benoit) : 
- La Nuit transfigurée (ill. Michel Gourlier), Éditions Spes, coll. « Jamboree », 1958, no 38
- Les Compagnons perdus (ill. Michel Gourlier), Éditions Spes, coll. « Jamboree », 1960, no 52
- René le troubadour, nouvelle, illustrations Robert Gring dans Francs Jeux, no 364-365 des 15 juillet-1er août 1961, p18-19
- La chasse de Gauthier, nouvelle, illustration G.(?), dans Francs Jeux, no 373 du 1er décembre 1961, p.14-15
- Cap au Sud, Éditions Spes, coll. « Jamboree Ainée », 1963, en collaboration avec Alain Arvel[15].
- Le Passager de la nuit, Éditions Spes, coll. « Jambo-club, no 4 », 1963; réédition: (ill. Pierre Joubert), Éditions Alsatia, coll. « Safari-Signe de piste », no 20, 1971
- Destination Pacifique !, Éditions Spes, coll. « Jambo-club, no 10 », 1964, en collaboration avec Michel Goissert
- 15 histoires de mystère pour filles, Éditions Gautier-Languereau, coll. Série 15, illustrations de Georges Pichard, couverture d'Yves Thos, avec Albert Robida, L'évadé de Recouvrance de Jean-Paul Benoit (pages 39 à 46), Claude Appell, Paul Arène, Édouard Peisson, Odette Sorensen, Jean-Marie Pélaprat, Erckmann-Chatrian, Washington Irving, Les vacances de J.-A. Browning de Jean-Paul Benoit (pages 173 à 180), Anton Tchekhov,  Paul Cogan, Claude Morand et Alexandre Pouchkine, 1964; rééditions: 1971, 1980
- Pique la baleine, nouvelle, illustration de Flip, dans Francs-Jeux, no 432 du 15 juillet 1964, p.26-27
- Spéciale dernière, nouvelle, illustration de Flip, dans Francs-Jeux, no 433 du 15 août 1964, p.26-27
- Tommy la Guigne, nouvelle, dans Francs-Jeux, no 453 du 1er juillet 1965, p.18-31
- Christophe, nouvelle, illustrations de Jean Marcellin (dont couverture), dans Francs-Jeux, no 460 du 15 novembre 1965, p.16-17-31
- Dany, médecin des nuages (ill. Pierre Joubert), Éditions Alsatia, coll. « Signe de piste », no 185, 1967, réédition: coll. « Safari-Signe de piste », no 39, 1972
- Le jour viendra-t-il, Dany ? (ill. Francis Bergèse, couverture Pierre Joubert), Éditions Alsatia, coll. « Signe de piste », no 192, 1968,
- L'Appel du matin (ill. Pierre Joubert), Éditions Alsatia, coll. « Safari-Signe de piste », no 62, 1973; réédition: (illustrations François Mougne), Éditions Elgédé, coll.« Le Signe de Piste », no 3, 2023